# Molophilus (Austromolophilus) binyana
Molophilus (Austromolophilus) binyana is een tweevleugelige uit de familie steltmuggen (Limoniidae). De soort komt voor in het Australaziatisch gebied.